# Chenopodium congolanum
Chenopodium congolanum là loài thực vật có hoa thuộc họ Dền. Loài này được (Hauman) Brenan mô tả khoa học đầu tiên năm 1956.